# 寺田甚与茂

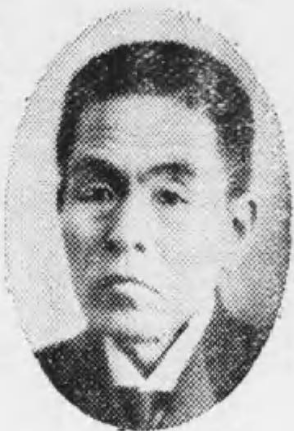
寺田甚与茂

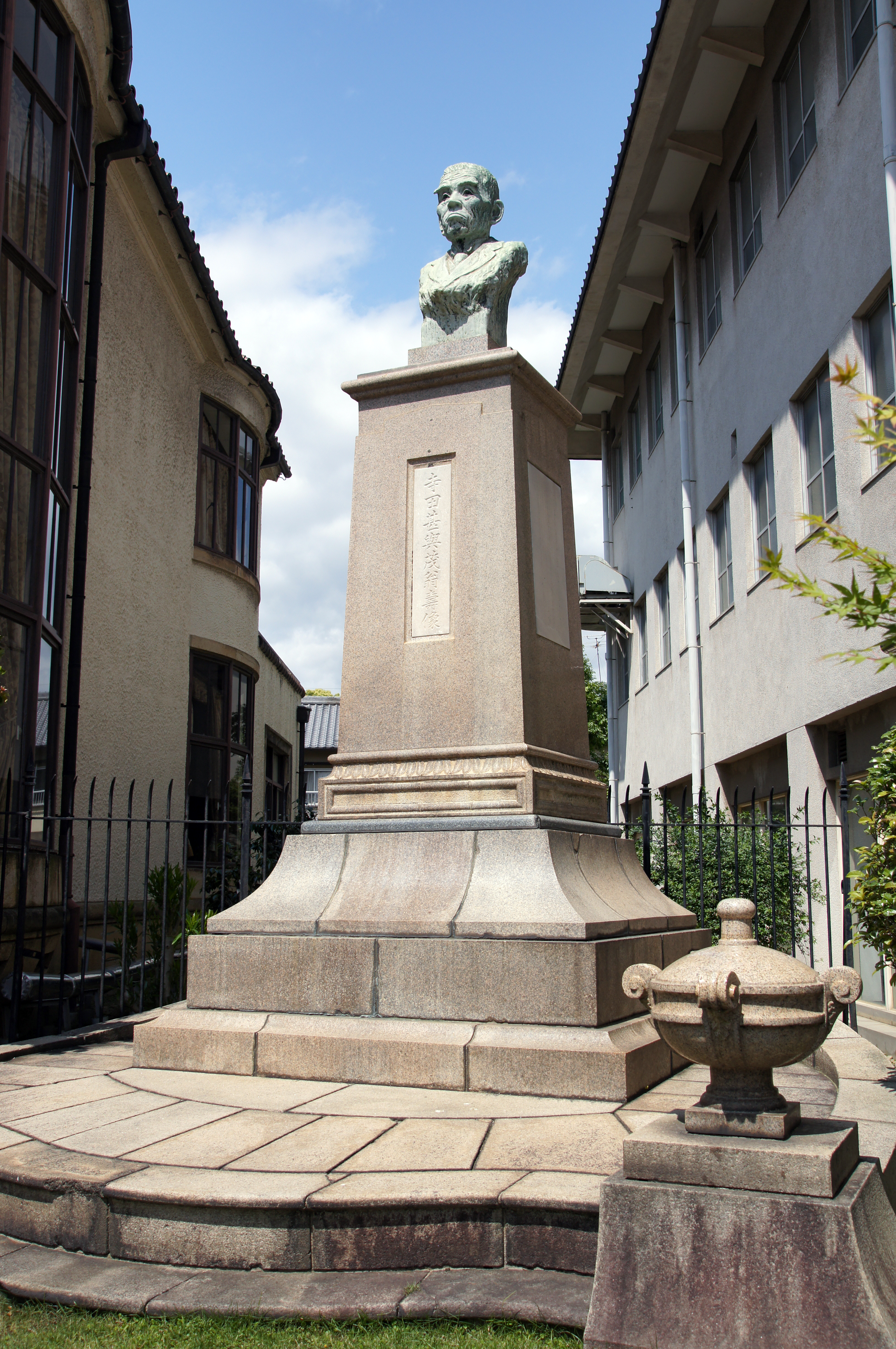
自泉会館の寺田甚与茂像

寺田 甚与茂（てらだ じんよも、嘉永6年10月24日（1853年11月24日） - 昭和6年（1931年）11月23日）は、日本の実業家。弟は寺田元吉。

## 略歴
大阪出身。江戸時代から創業した岸和田市の酒造業・寺田家の長男。質屋店員から一代で巨富を築き、寺田財閥を形成。1881年に第五十一国立銀行創立委員となり、頭取も務めた。以後、南海鉄道、岸和田紡績（後の大日本紡績、現・ユニチカ）などの各社長を歴任し、岸和田の近代化推進に貢献した。
甚与茂の死去後、長男の甚吉は南海鉄道、岸和田紡績などの社長を務めた。